# Renaissance (stijlperiode)

De Mona Lisa van Leonardo da Vinci.

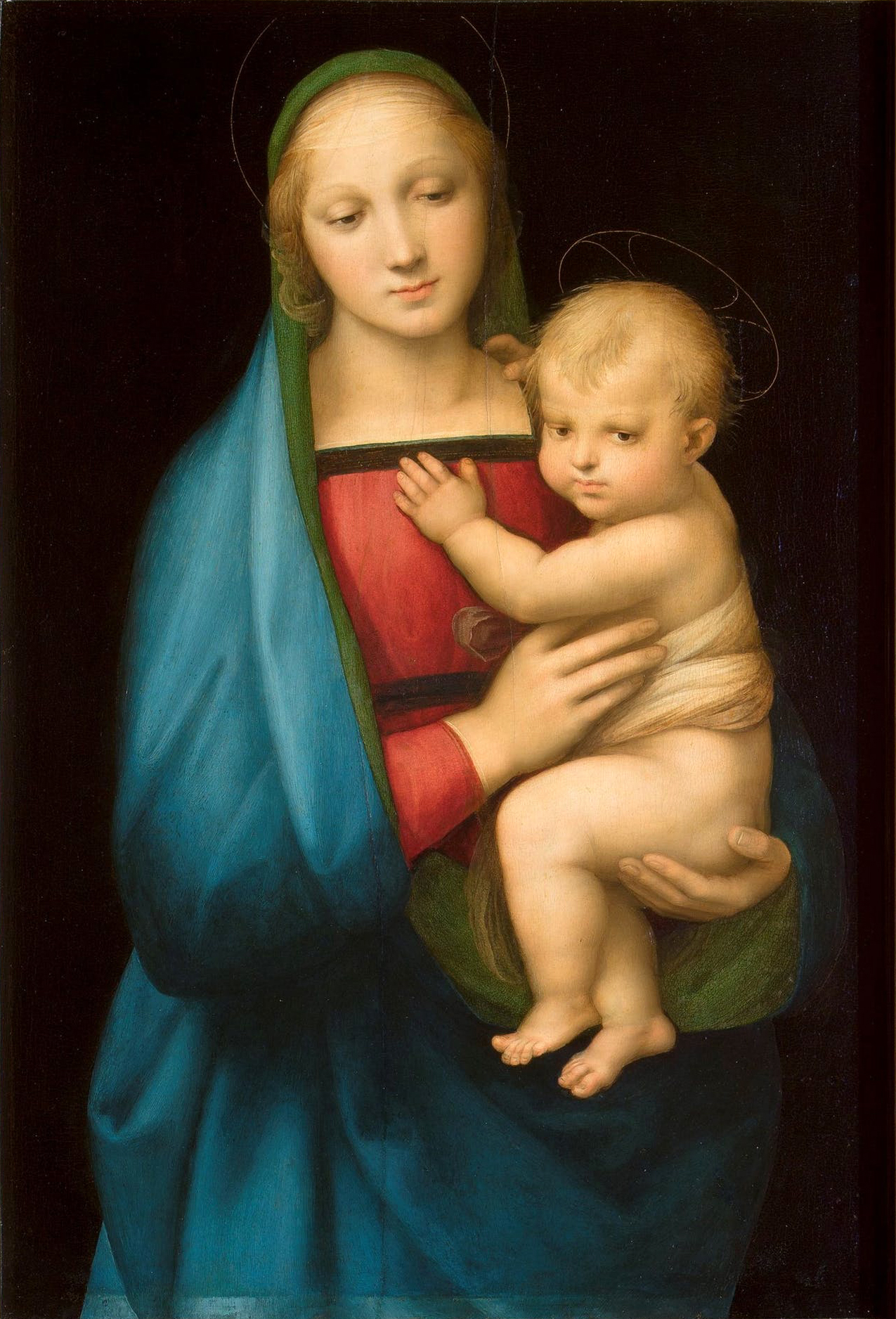
Madonna del Granduca, 1505, van Rafaël

De renaissance is – onder andere – een stijlperiode. Het gaat daarbij met name om de schilderkunst, beeldhouwkunst en architectuur uit de veertiende tot en met de zestiende eeuw. De levensopvattingen, levensstijl en kunst van de renaissance verspreidden zich vanuit Italië over een groot deel van Europa.

## Begin
Men kan het ontstaan van de renaissance niet los zien van de opkomst van het humanisme. Het woord, dat in feite wedergeboorte betekent, hield een gedachtegoed in dat de mens weer beschouwde als het middelpunt van het heelal en als maatstaf voor alle dingen, maar dan wel in het teken van het christendom zoals dat verspreid was sinds de klassieke Griekse en Romeinse oudheid. In vergelijking met de voorafgaande middeleeuwen ontstond er een toenemende vraag en belangstelling naar individuele observatie en interesse voor wetenschappelijk onderzoek. In het humanisme onderkende men een overtuigingskracht die de rede en de starre schema's van de dogmatiek doorbrak. De kunst werd preciezer en verfijnder, de lijn soms abstracter, afgestemd op het klassieke voorbeeld maar met wel een meer zuivere inachtneming van het perspectief. Men beeldde het herontdekte menselijk lichaam af in een meer harmonische ruimteverdeling en proportie. Florence werd de bakermat van de renaissance, die zich van daaruit over heel Italië verspreidde.
De vernieuwende cultuur van de renaissance herkent men in de filosofische en geestelijke opvattingen, de schilder- en beeldhouwkunst en de architectuur, welke ieder hun eigen kenmerken in deze periode verkregen. Niet alleen plaatsgebonden maar ook tijdsgebonden verschillen traden op en deze in Noord-Italië ontstane stijl kreeg navolging in vrijwel geheel West-Europa.

## Stijlfasen
In de kunstgeschiedenis wordt de renaissance in enkele stijlfasen onderverdeeld die aanvankelijk betrekking hadden op de veranderingen binnen de schilderkunst:
- vroegrenaissance
- hoogrenaissance
- maniërisme

## Kunstenaars
De beroemdste schilder uit de vroegrenaissance was de Florentijn Sandro Botticelli. Zijn bekendste werken zijn De Geboorte van Venus en La Primavera, die beide in het Uffizi in Florence hangen. Zijn werk werd eeuwenlang vergeten, maar in de 19e eeuw herontdekt. In de belangrijkste Italiaanse steden ontwikkelde de schilderkunst zich in de 15e eeuw. Bekende meesters zijn Pietro Perugino (Florence), Domenico Ghirlandaio (Florence), Jacopo Bellini (Venetië) en Andrea Mantegna (Mantua).
De belangrijkste schilders uit de hoogrenaissance zijn Leonardo da Vinci, Michelangelo en Rafaël. Leonardo da Vinci was een ware homo universalis, omdat hij naast kunstschilder ook als wetenschapper en uitvinder actief was. Michelangelo en Rafaël zijn het bekendst geworden met het werk dat ze voor de paus hebben uitgevoerd in het Vaticaans Paleis. Michelangelo's schilderingen in de Sixtijnse Kapel en Rafaëls schilderingen in het paleis zijn tegenwoordig onderdeel van de Vaticaanse Musea.
Zie verder:
- Lijst van kunstenaars uit de vroege renaissance
- Lijst van kunstenaars uit de hoogrenaissance
- Lijst van maniëristische kunstenaars
- Lijst van oude Italiaanse meesters

## Musea

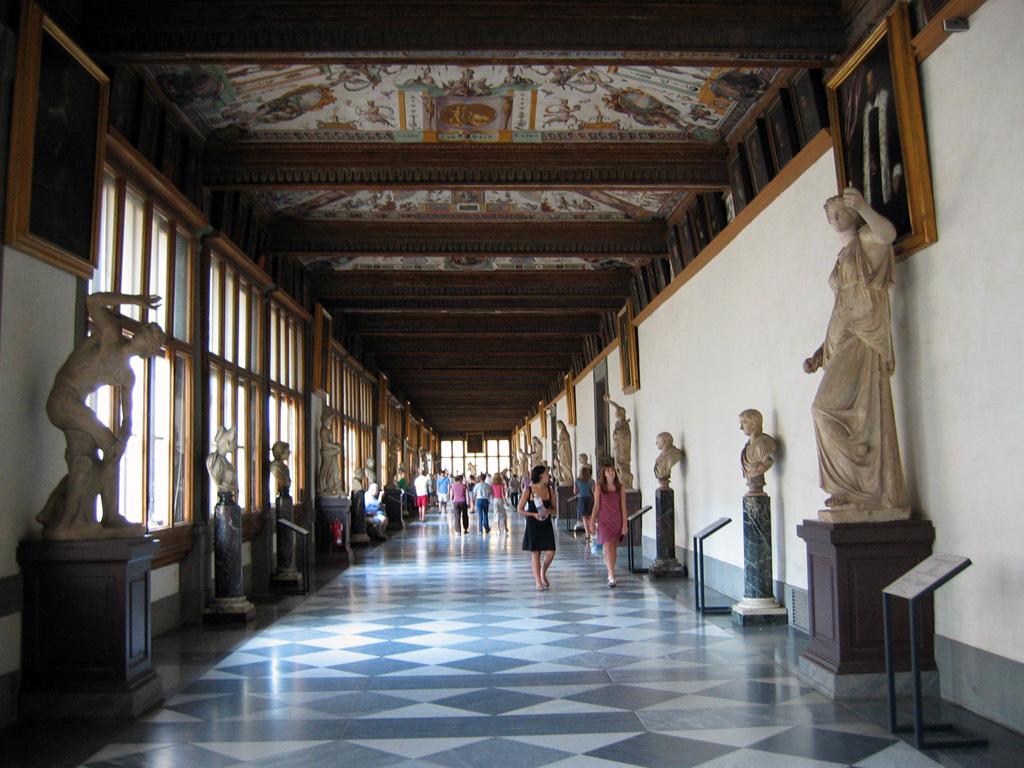
Uffizi in Florence.

Musea met veel kunst uit de renaissance zijn:
- Kunsthistorisches Museum in Wenen
- Louvre in Parijs
- Uffizi in Florence
- National Gallery in Londen
- Rijksmuseum Amsterdam in Amsterdam
- Hermitage in Sint-Petersburg
- Vaticaanse Musea
- Gallerie dell'Accademia in Venetië
- Galleria dell'Accademia (Florence)

## Verwante stijlen en opvattingen
Er zijn diverse stijlen en opvattingen die verwant zijn met de renaissancestijl:
- Classicisme
- Humanisme
- Idealisme
- Illusionisme
- Maniërisme
- Monumentalisme
- Naturalisme
- Perspectivisme
- Secularisme